# Antonio Caprioli (Komponist)
Antonio Caprioli, auch Antonio Capreoli, (* um 1470 in Brescia; † im 16. Jahrhundert; wirksam zwischen 1504 und 1514) war ein italienischer Komponist der Renaissance. Caprioli hatte zunächst zahlreiche Frottole, das sind vierstimmige schlichte Liedformen, komponiert und dann dieses Genre mit in Richtung auf das Madrigal weiterentwickelt.

## Leben und Werk
Über Capriolis Leben ist sehr wenig bekannt, über sein Lebensende so gut wie nichts.  In Ottaviano dei Petruccis Frottole-Ausgabe wird er als Antonius Capreolus Brixiensis, Antonius Capriolus, Ant. Cap. oder auch einfach als A. C. angesprochen. Wahrscheinlich war Caprioli 1514 noch als Komponist aktiv, als seine Villotta, sein vierstimmiges Tanzlied E d’un bel matin d’amore bei Petrucci in dessen elftem Frottole-Druck erschien.
Caprioli war ein ausgewiesener Kontrapunktiker. Im Allgemeinen arbeitete er die drei unteren, für Instrumente gedachten Stimmen freier und polyphoner aus als dies in der Frottola üblich war. Mit der Kanzone Non si vedrà für eine deklamierende Stimme und Instrumentalbegleitung (Lib. VII) und der frühen Villotta nach der Volksweise E d'un bel matin d'amore forcierte Caprioli die Entwicklung von der Frottola zum Madrigal.